# HVME
HVME (* in Murcia, Spanien als Giovanni Giorgilli) ist ein italienischer Musikproduzent, der in den Genres Future House, Slap House und Deep House tätig ist.

## Leben
HVMEs Pseudonym leitet sich aus der Abkürzung seines bürgerlichen Namens ab und kombiniert ihn mit dem Namen des schottischen Philosophen David Hume, wobei er das „U“ zu einem „V“ änderte. Es handelt sich um seinen Spitznamen, den er von Freunden bekommen hatte.
Seit 2016 ist HVME im Musikbusiness aktiv und arbeitet mit dem 2012 gegründeten Label Lithuania HQ zusammen. Bekannt wurde er mit einem Remix des Songs Goosebumps von Travis Scott. Den Hip-Hop-Track wandelte er via Uplifting zu einem EDM-Song um. Das Video wurde von Lithuania HQ erstellt und zeigt ein junges Paar, das eine Cabrio-Fahrt durch die Nacht unternimmt. Veröffentlicht am 12. Juni 2020 auf Spotify gelang es ihm innerhalb kürzester Zeit mehr als 65 Millionen Streams zu erreichen. Der Song erreichte Chartplatzierungen in Deutschland, Österreich und der Schweiz. HVME wurde anschließend vom Label B1 unter Vertrag genommen.

## Diskografie

### Singles
| Jahr | Titel Album  | Höchstplatzierung, Gesamtwochen, AuszeichnungChartplatzierungen (Jahr, Titel, Album, Platzierungen, Wochen, Auszeichnungen, Anmerkungen) | Höchstplatzierung, Gesamtwochen, AuszeichnungChartplatzierungen (Jahr, Titel, Album, Platzierungen, Wochen, Auszeichnungen, Anmerkungen) | Höchstplatzierung, Gesamtwochen, AuszeichnungChartplatzierungen (Jahr, Titel, Album, Platzierungen, Wochen, Auszeichnungen, Anmerkungen) | Höchstplatzierung, Gesamtwochen, AuszeichnungChartplatzierungen (Jahr, Titel, Album, Platzierungen, Wochen, Auszeichnungen, Anmerkungen) | Höchstplatzierung, Gesamtwochen, AuszeichnungChartplatzierungen (Jahr, Titel, Album, Platzierungen, Wochen, Auszeichnungen, Anmerkungen) | Höchstplatzierung, Gesamtwochen, AuszeichnungChartplatzierungen (Jahr, Titel, Album, Platzierungen, Wochen, Auszeichnungen, Anmerkungen) | Anmerkungen                                                                            |
| Jahr | Titel Album  | DE | AT | CH | UK | US | Dance | Anmerkungen                                                                            |
| ---- | ------------ | --- | --- | --- | --- | --- | --- | -------------------------------------------------------------------------------------- |
| 2020 | Goosebumps – | DE14 Platin · (32 Wo.)DE | AT25 Platin · (23 Wo.)AT | CH12 Gold · (54 Wo.)CH | UK8 Platin (Remix) · (26 Wo.)UK | US47 a (20 Wo.)US | Dance1 (52 Wo.)Dance | Erstveröffentlichung: 11. Juni 2020 Original: Travis Scott feat. Kendrick Lamar (2016) |

Weitere Singles
- 2021: Alright (feat. 24kGoldn & Quavo)

## Auszeichnungen für Musikverkäufe
| Goldene Schallplatte - Belgien - 2021: für die Single Goosebumps - Italien - 2021: für die Single Goosebumps - Mexiko - 2022: für die Single Goosebumps - Schweden - 2021: für die Single Goosebumps Platin-Schallplatte - Brasilien - 2021: für die Single Goosebumps - Dänemark - 2021: für die Single Goosebumps - Griechenland - 2021: für die Single Goosebumps (Remix) - Mexiko - 2023: für die Single Goosebumps (Remix) | 2× Platin-Schallplatte - Australien - 2021: für die Single Goosebumps (Remix) - Kanada - 2021: für die Single Goosebumps (Remix) - Polen - 2024: für die Single Goosebumps (Remix) - Portugal - 2021: für die Single Goosebumps 3× Platin-Schallplatte - Spanien - 2024: für die Single Goosebumps (Remix) | 4× Platin-Schallplatte - Neuseeland - 2021: für die Single Goosebumps (Remix) Diamantene Schallplatte - Frankreich - 2021: für die Single Goosebumps (Remix) 2× Diamantene Schallplatte - Brasilien - 2023: für die Single Goosebumps (Remix) |

Anmerkung: Auszeichnungen in Ländern aus den Charttabellen bzw. Chartboxen sind in ebendiesen zu finden.
| Land/RegionAuszeichnungen für Musikverkäufe (Land/Region, Auszeichnungen, Verkäufe, Quellen) | Gold     | Platin       | Diamant     | Verkäufe | Quellen                   |
| -------------------------------------------------------------------------------------------- | -------- | ------------ | ----------- | -------- | ------------------------- |
| Australien (ARIA)                                                                            | —        | 2× Platin2   | —           | 140.000  | aria.com.au               |
| Belgien (BRMA)                                                                               | Gold1    | —            | —           | 20.000   | ultratop.be               |
| Brasilien (PMB)                                                                              | —        | Platin1      | 2× Diamant2 | 360.000  | pro-musicabr.org.br       |
| Dänemark (IFPI)                                                                              | —        | Platin1      | —           | 90.000   | ifpi.dk                   |
| Deutschland (BVMI)                                                                           | —        | Platin1      | —           | 400.000  | musikindustrie.de         |
| Frankreich (SNEP)                                                                            | —        | —            | Diamant1    | 333.333  | snepmusique.com           |
| Griechenland (IFPI)                                                                          | —        | Platin1      | —           | 20.000   | Einzelnachweise           |
| Italien (FIMI)                                                                               | Gold1    | —            | —           | 35.000   | fimi.it                   |
| Kanada (MC)                                                                                  | —        | 2× Platin2   | —           | 160.000  | musiccanada.com           |
| Mexiko (AMPROFON)                                                                            | Gold1    | Platin1      | —           | 170.000  | amprofon.com.mx           |
| Neuseeland (RMNZ)                                                                            | —        | 4× Platin4   | —           | 120.000  | aotearoamusiccharts.co.nz |
| Österreich (IFPI)                                                                            | —        | Platin1      | —           | 30.000   | ifpi.at                   |
| Polen (ZPAV)                                                                                 | —        | 2× Platin2   | —           | 100.000  | olis.pl                   |
| Portugal (AFP)                                                                               | —        | 2× Platin2   | —           | 20.000   | Einzelnachweise           |
| Schweden (IFPI)                                                                              | Gold1    | —            | —           | 40.000   | sverigetopplistan.se      |
| Schweiz (IFPI)                                                                               | Gold1    | —            | —           | 10.000   | hitparade.ch              |
| Spanien (Promusicae)                                                                         | —        | 3× Platin3   | —           | 180.000  | elportaldemusica.es       |
| Vereinigtes Königreich (BPI)                                                                 | —        | Platin1      | —           | 600.000  | bpi.co.uk                 |
| Insgesamt                                                                                    | 5× Gold5 | 22× Platin22 | 3× Diamant3 |          |                           |